# Facteur trans
 (octobre 2008).
Améliorez-le ou discutez des points à vérifier. 
Un facteur trans est une protéine originaire du cytoplasme qui se fixe sur un élément Cis de l'ADN (c'est-à-dire un site de reconnaissance spécifique appelé aussi boîte), ce qui permet d'initier la transcription. Les facteurs trans jouent un rôle important surtout chez les eucaryotes où ils activent et régulent la transcription en modulant l'efficacité de la lecture du gène par l'ARN polymérase II (et donc modulant l'expression du gène en aval).